# Llista de subgèneres del Heavy Metal
| Índex A B C D E F G H I J K L M N O P Q R S T U V W X Y Z |

## A
- Abyssic Black Metal
- Abyssic Death Metal
- Aggro metal
- Atmospheric Doom
- Avant garde metal

## B
- Black Metal Simfònic
- Black Metal
- Black metal melòdic
- Black metal norueg
- Blackened death metal
- Blast beat
- Brutal death metal

## C
- Crossover

## D
- Dark metal
- Death & Roll
- Death metal
- Death metal melòdic
- Death metal progressiu
- Death metal tècnic
- Deathcore
- Deathgrind
- Deathrash
- Doom metal

## E
- Epic metal

## F
- Folk metal

## G
- Glam metal
- Gore metal
- Goregrind
- Groove metal

## H
- Hardcore punk
- Hard rock

## M
- Mallcore
- Mathcore
- Melodic metal
- Metal alternatiu
- Metal cristià
- Metal extrem
- Metal industrial
- Metal gòtic
- Metal neoclàssic
- Metal progressiu
- Metal simfònic
- Metalcore
- Melodic death metal

## N
- Neue Deutsche Härte
- Nu metal
- Nuclear Assault

## P
- Porngrind
- Post-Doom
- Power Violence
- Power metal
- Post harcore

## R
- Rapcore
- Rock industrial

## S
- Speed Metal
- Stoner rock
- Suffocation

## T
- Thrash metal
- Thrashcore

## V
- Viking metal
- Visualcore